# Nitrato di etile
Il nitrato di etile è l'estere etilico dell'acido nitrico, avente formula condensata CH3CH2ONO2 o anche, scritta in forma abbreviata con il simbolo dell'etile, Et-O-NO2. A temperatura ambiente si presenta come un liquido piuttosto volatile, incolore, dall'odore fruttato gradevole, di sapore dolce. È un composto piùttosto esplosivo e tossico per sovradosaggio. Il composto è naturalmente presente in minime quantità nell'atmosfera, ma si forma anche per cause naturali nel profondo degli oceani. Viene usato in sintesi organica e come intermedio per la preparazione di alcuni farmaci, coloranti e profumi.

## Sintesi
È possibile ottenere il nitrato di etile tramite esterificazione dell'etanolo con fluoruro di nitroile (FNO2) eseguita alla temperatura di -10 °C:
CH3CH2OH + NO2F → CH3CH2ONO2 + HF
Questa reazione è stata poi riesaminata nei suoi dettagli. È inoltre possibile ottenerlo per esterificazione dell'etanolo con acido nitrico fumante a temperatura di 10-20 °C, o anche con una miscela di acido nitrico e acido solforico, dove quest'ultimo serve come agente disidratante:
C2H5OH + HNO3 → C2H5ONO2 + H2O.
Con questo tipo di sintesi bisogna fare attenzione perché ad alte temperature l'acido nitrico tende ad ossidare l'etanolo ad acetaldeide. Inoltre, la purificazione della miscela di reazione tramite distillazione è sconsigliabile in quanto comporta il rischio di esplosione. Questo tipo di sintesi viene utilizzato anche su scala industriale.

## Proprietà
Il nitrato di etile è un liquido altamente infiammabile e si decompone esotermicamente. In quantità abbastanza grandi esplode anche in assenza di ossigeno.